# الکس والنتینی
الکس والنتینی (انگلیسی: Alex Valentini؛ زادهٔ ۵ آوریل ۱۹۸۸) بازیکن فوتبال اهل ایتالیا است.
از باشگاه‌هایی که در آن بازی کرده‌است می‌توان به باشگاه فوتبال لوگانو، باشگاه فوتبال اسپتزیا، باشگاه فوتبال پرو ورچلی، و باشگاه فوتبال چیتادلا اشاره کرد.